# Reinhold von Lilienthal
Reinhold Franz von Lilienthal (Berlim, 25 de junho de 1857 — Münster, 2 de dezembro de 1935) foi um matemático alemão.
Lilienthal estudou em Heidelberg, Göttingen e Universidade de Berlim, onde obteve o doutorado em 1888 com a tese Theorie der Kurven, deren Bogenlänge ein elliptisches Integral 1. Art ist, orientado por Karl Weierstrass. Em 1883 obteve a habilitação em Bonn. De 1889 a 1891 lecionou em Santiago (Chile). Em 1891 foi professor extraordinário e em 1901 professor ordinário da Universidade de Münster, onde foi reitor em 1905-1906. Na Primeira Guerra Mundial foi oficial de infantaria. Orientou 40 doutorandos na Universidade de Münster. Tornou-se professor emérito em 1925.
Foi palestrante convidado do Congresso Internacional de Matemáticos em Heidelberg (1904: Über äquidistante Kurven auf einer Fläche).
Lilienthal trabalhou com geometria diferencial, publicando um trabalho sobre este tema na Encyklopädie der mathematischen Wissenschaften.

## Obras
- Grundlagen einer Krümmungslehre der Curvenscharen, B. G. Teubner, Leipzig 1896
- Vorlesungen über Differentialgeometrie
  - Erster Band: Kurventheorie, B. G. Teubner, Leipzig 1908
  - Zweiter Band. Flächentheorie. Erster Teil, B. G. Teubner, Leipzig 1913